# Чха Ыну
Ли Дон Мин (кор. 이동민?, 李東敏?; род. 30 марта 1997, Кунпхо, Кёнгидо), более известный как Чха Ыну (кор. 차은우?, 車銀優?) — южнокорейский певец, актёр и модель. Является участником бой-бэнда Astro.

## Ранняя жизнь и образование
Чха Ыну родился 30 марта 1997 года в Кунпхо, провинции Кёнгидо, Республика Корея. В начальной школе учился на Филиппинах. Учился в средней и старшей школе Сури. Выпускник школы искусств Ханлим (2016 год). Студент Университета Сонгюнгван, специальность — исполнительское искусство.

## Карьера

### 2013—2015: Начало карьеры
Дебют Чха Ыну в качестве актёра произошёл в 2014 году со второстепенной ролью в фильме «Моя блестящая жизнь». В августе 2015 года, вместе с участниками группы Astro, снялся в веб-дораме «Продолжение Следует».

### 2016—2021: Дебют Astro, сольная деятельность и рост популярности

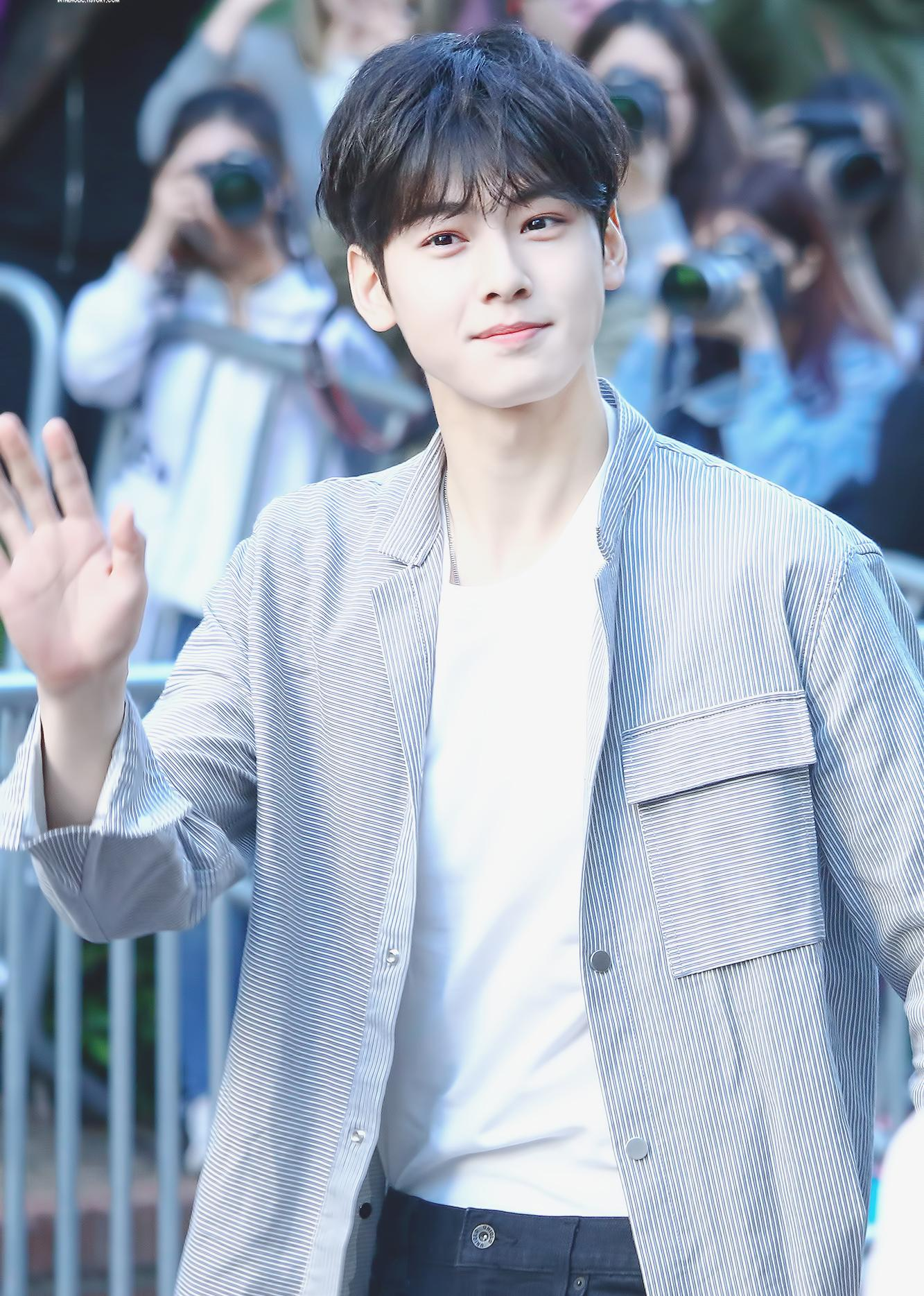
Чха Ыну по пути на Music Bank, 2 июня 2017 года

Astro дебютировали 23 февраля 2016 года с мини-альбомом Spring Up. В августе этого же года Чха Ыну участвовал в шоу Чусока Replies That Make Us Flutter. В сентябре снова участвовал в программе Чусока Boomshakalaka. Чха Ыну вёл Show! Music Core с 2016 по 2018 годы вместе с Ким Сэ Рон и Ли Су Мин. В 2016 году снялся в веб-дораме «Мой особый романтический рецепт».
В 2017 году принял участие в съёмке дорамы «Лучший хит» и веб-дорамы «Тетрадь мести». В 2018 году снялся в веб-дораме «Топ-менеджмент». В том же году сыграл свою первую главную роль в романтической комедийной дораме от JTBC «Мой ID — Красотка с Каннама». После трансляции сериала популярность Чха Ыну быстро возросла, и его добавили в список GQ Korea «Мужчина года».
В 2019 году Чха снялся в исторической дораме «Новичок-историк Ку Хэ Рён» вместе с Син Сегён. В этом же году на MBC Drama awards Чха Ыну получил награду за выдающиеся достижения в качестве актёра и награду за лучшую пару вместе с Син Се Гён.
В июле 2019 года было объявлено, что Чха Ыну проведёт свою первую встречу с фанатами по всей Азии под названием Just One 10 Minute в октябре. В декабре 2019 года Чха Ыну был заявлен в качестве актёра нового шоу Красавчики тигры вместе с Джой, Ли Сан Юном, Ю Сон Хо и Со Чжан Хуном. В чарте K-pop Radar на конец года Чха Ыну был назван «Горячим инстаграмщиком 2019 года».

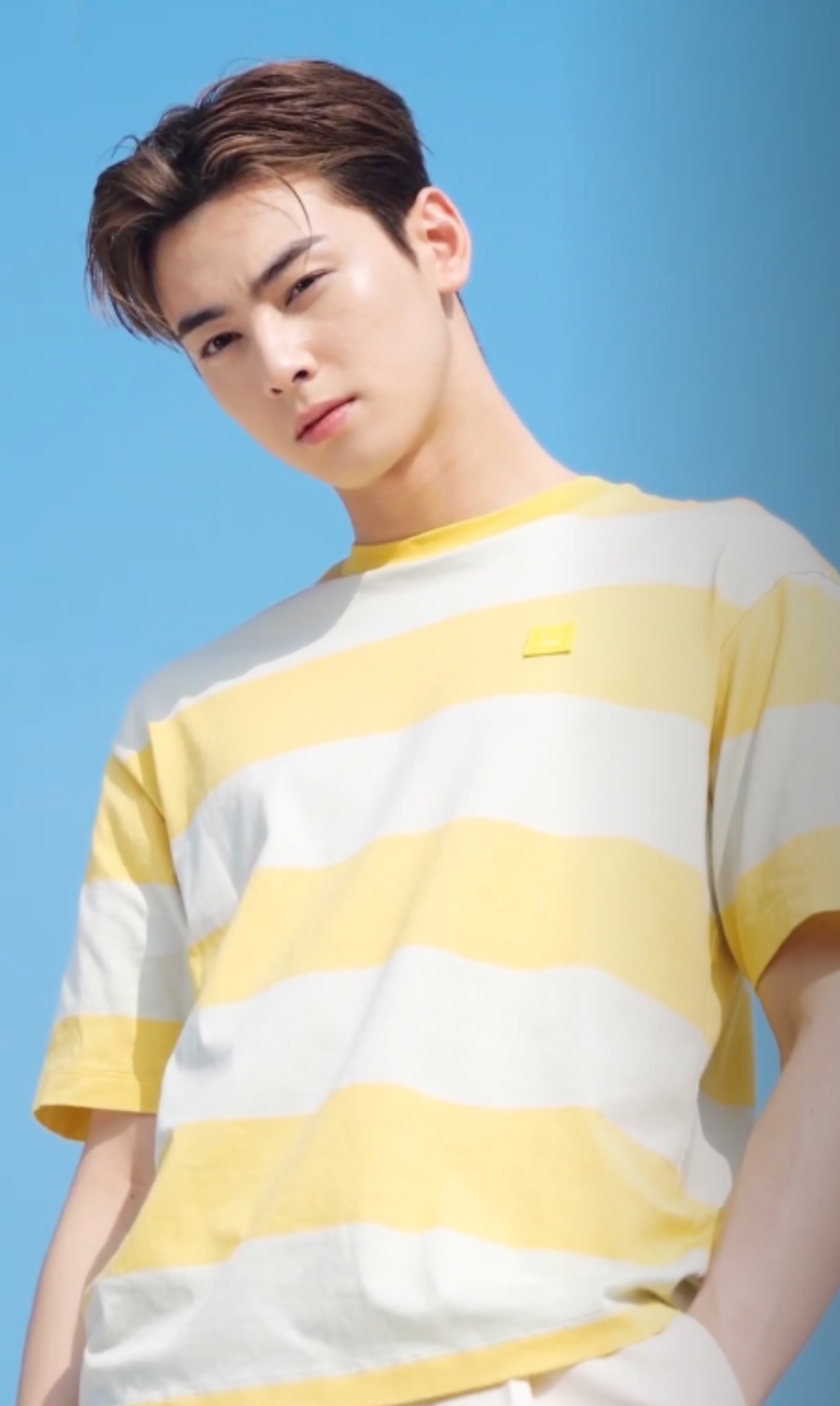
Чха Ыну для Marie Claire Korea, 2020 год.

В апреле 2020 года Чха присоединился «Мастер в доме» в качестве постоянного актёра. В этом же году на премии SBS Entertainment Awards Чха Ыну получил премию новичка за шоу. В декабре сыграл главную роль в дораме «Истинная красота», снятую по мотивам одноимённого вебтуна, вместе с Мун Гаён и Хван Ин Ёпом.
В 2021 году Чха Ыну сыграл главную роль в фильме «Децибел». Позже он ушёл из шоу «Мастер в доме» вместе с Шин Сонроком, и их последнее выступление на шоу было в 177 эпизоде.

## Дискография
| Год  | Название песни        | Альбом                             | Примечания        | Источник |
| ---- | --------------------- | ---------------------------------- | ----------------- | -------- |
| 2018 | «Rainbow Falling»     | «Мой ID — Красотка с Каннама» OST  |                   | [ 27 ]   |
| 2018 | «Get Myself With You» | S.O.U.L                            | как часть S.O.U.L | [ 28 ]   |
| 2018 | «Gravity»             | S.O.U.L                            | как часть S.O.U.L | [ 29 ]   |
| 2018 | «Sugar Cane»          | S.O.U.L                            | как часть S.O.U.L | [ 29 ]   |
| 2018 | «Me In»               | S.O.U.L                            | как часть S.O.U.L | [ 29 ]   |
| 2018 | «Together»            | «Топ-менеджмент» OST               |                   | [ 30 ]   |
| 2019 | «Please Remember»     | «Новичок-историк Гу Хэ Рён» OST    |                   |          |
| 2021 | «Love So Fine»        | Истинная красота OST               |                   |          |
| 2021 | «Don’t cry, my love»  |                                    |                   |          |
| 2022 | «Focus on me»         | «Злодейка-марионетка» (вебтун) OST |                   |          |
| 2022 | «Love Sailing»        | «Децибел» OST                      |                   |          |

## Фильмография

### Фильмы
| Год  | Название              | Роль           | Примечания          | Источник      |
| ---- | --------------------- | -------------- | ------------------- | ------------- |
| 2014 | «Моя блестящая жизнь» | Здоровый А Рым | Камео               | [ 5 ]         |
| 2022 | «Децибел»             | Чон Тэ Рён     | Второстепенная роль | [ 31 ] [ 32 ] |

### Телевизионные сериалы
| Год       | Название                                               | Роль              | Сеть | Источник |
| --------- | ------------------------------------------------------ | ----------------- | ---- | -------- |
| 2017      | «Лучший хит»                                           | MJ                | KBS2 | [ 11 ]   |
| 2018      | «Каннамская красотка»                                  | До Гён Сок        | JTBC | [ 14 ]   |
| 2019      | «Новичок-историк Ку Хэ Рён»                            | Принц Ли Рим      | MBC  |          |
| 2020—2021 | «Истинная красота»                                     | Ли Су Хо          | tvN  |          |
| 2022      | «Остров»                                               | Йохан/Кан Чан Хёк |      | [ 33 ]   |
| 2023      | «Хороший день, чтобы стать собакой» (рабочее название) | Джин Со Вон       |      | [ 34 ]   |
| 2024      | «Чудесный мир»                                         | Квон Сон Юль      | MBC  | [ 35 ]   |

### Веб-дорамы
| Год       | Название                          | Роль          | Сеть         | Источник |
| --------- | --------------------------------- | ------------- | ------------ | -------- |
| 2015      | «Продолжение Следует»             | Гость         | MBC Every1   | [ 6 ]    |
| 2016      | «Мой особый романтический рецепт» | Чха Ыну       | Naver TVCast | [ 10 ]   |
| 2017      | «Тетрадь мести»                   | Чха Ыну       | Oksusu TV    | [ 12 ]   |
| 2018      | «Топ-менеджмент»                  | Ёну           | Youtube Red  | [ 13 ]   |
| 2019      | «Блюдо для души»                  | Равиель       | Naver TVCast | [ 36 ]   |
| 2022—2023 | «Остров»                          | Кан Чан Хёк   | TVING, tvN   | [ 37 ]   |
| 2025      | The Wonderfools                   | Lee Woon-jung | Netflix      | [ 38 ]   |

### Шоу
| Год       | Название                          | Роль         | Сеть  | Источник      |
| --------- | --------------------------------- | ------------ | ----- | ------------- |
| 2016      | Законы Джунглей в Новой Каледонии | Участник     | SBS   | [ 39 ]        |
| 2018      | Dead If Shot                      | Участник     | Naver | [ 40 ]        |
| 2019      | Супер слушатель                   | Слушатель    | tvN   | [ 41 ]        |
| 2020      | Тигры-красавцы                    | Член состава | SBS   | [ 42 ]        |
| 2020—2021 | Мастер в доме                     |              |       | [ 43 ] [ 44 ] |

### Ведущий
| Год       | Название           | Сеть | Источник |
| --------- | ------------------ | ---- | -------- |
| 2016—2018 | Show! Music Core   | MBC  | [ 9 ]    |
| 2017      | MBC Gayo Daejejeon | MBC  | [ 45 ]   |
| 2018      | MBC Gayo Daejejeon | MBC  | [ 46 ]   |
| 2019      | MBC Gayo Daejejeon | MBC  | [ 47 ]   |

## Номинации и награды
| Церемония                          | Год                           | Категория                                                             | Номинант                                       | Результат | Источники     |
| ---------------------------------- | ----------------------------- | --------------------------------------------------------------------- | ---------------------------------------------- | --------- | ------------- |
| APAN Music Awards                  | 2020                          | Артист года                                                           | Чха Ыну                                        | Номинация | [ 48 ]        |
| Asia Artist Awards                 | 2018                          | Восходящая звезда                                                     | Мой ID — Красотка из Каннама                   | Победа    | [ 49 ]        |
| Asia Artist Awards                 | 2021                          | Награда за популярность                                               | Чха Ыну                                        | Номинация | [ 50 ]        |
| Asia Artist Awards                 | 2021                          | Награда за эмоции                                                     | Истинная красота                               | Победа    | [ 51 ]        |
| Asia Artist Awards                 | 2022                          | Награда за популярность                                               | Чха Ыну                                        | Ожидается | [ 52 ]        |
| Brand Customer Loyalty Awards      | 2021                          | Лучший актёр                                                          | Чха Ыну                                        | Победа    | [ 53 ]        |
| Brand of the Year Awards           | 2021                          | Айдол-актер года                                                      | Чха Ыну                                        | Победа    | [ 54 ]        |
| Indonesian Television Awards       | 2018                          | Особая награда — Человек года                                         | Чха Ыну                                        | Победа    | [ 55 ]        |
| iQiyi Entertainment Awards         | 2019                          | Самый очаровательный актёр                                            | Мой ID — Красотка из Каннама                   | Победа    |               |
| Korea Drama Awards                 | 11th Korea Drama Awards       | Новый лучший актёр                                                    | Мой ID — Красотка из Каннама                   | Победа    | [ 56 ]        |
| Korea Drama Awards                 | 11th Korea Drama Awards       | Звезда Халлю                                                          | Мой ID — Красотка из Каннама                   | Победа    | [ 56 ]        |
| Korea First Brand Awards           | 2019                          | Айдол-актер                                                           | Мой ID — Красотка из Каннама                   | Победа    | [ 57 ]        |
| Korea First Brand Awards           | 2019                          | Модель рекламы                                                        | Чха Ыну                                        | Победа    | [ 57 ]        |
| MBC Drama Awards                   | 2019 MBC Drama Awards         | Награда за выдающиеся достижения актёра в дорамах (среда-четверг)     | Новичок-историк Гу Хэ Рён                      | Победа    | [ 58 ] [ 59 ] |
| MBC Drama Awards                   | 2019 MBC Drama Awards         | Лучшая пара                                                           | Чха Ыну (с Син Сегён) Новичок-историк Гу Хэрён | Победа    | [ 58 ] [ 59 ] |
| MBC Entertainment Awards           | 2016 MBC Entertainment Awards | Новичок в музыкальных/разговорных шоу                                 | Show! Music Core                               | Номинация |               |
| MBC Entertainment Awards           | 2017 MBC Entertainment Awards | Новичок в шоу/ситкоме                                                 | Show! Music Core                               | Номинация |               |
| MTN Broadcast Advertising Festival | 2017                          | Звезда рекламы (мужчина)                                              | Чха Ыну                                        | Победа    | [ 60 ]        |
| Newsis K-EXPO Cultural Awards      | 2020                          | Награда исполнительного директора Сеульской туристической организации | Чха Ыну                                        | Победа    | [ 61 ]        |
| SBS Entertainment Awards           | 2020 SBS Entertainment Awards | Награда новичка                                                       | Мастер в доме                                  | Победа    | [ 62 ]        |
| Yahoo! Asia Buzz Awards            | 2018                          | Самый востребованный актёр-новичок                                    | Мой ID — красотка из Каннама                   | Победа    | [ 63 ]        |